# Marcus Optendrenk

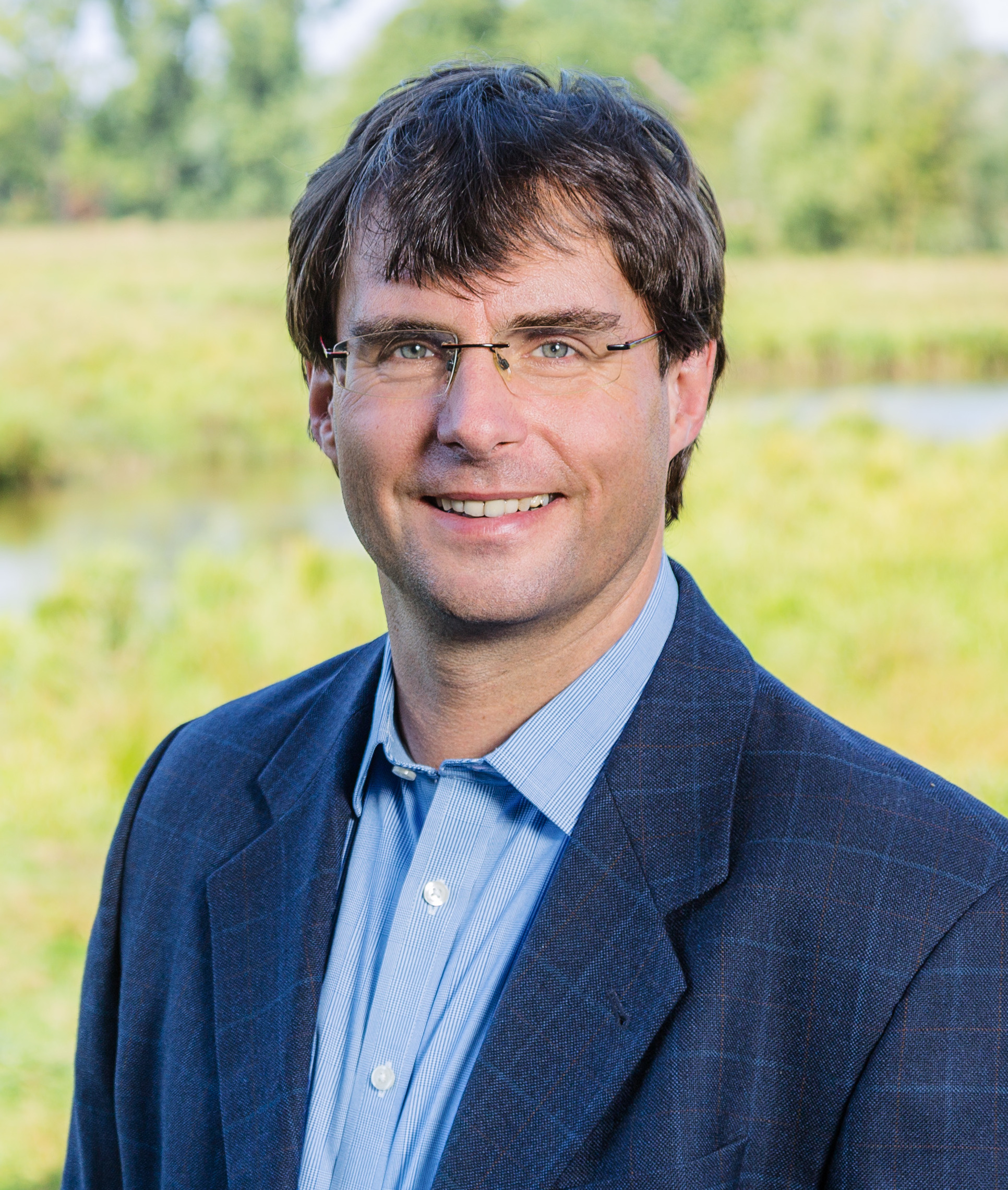
Marcus Optendrenk (2017)

Marcus Optendrenk (* 21. Juli 1969 in Lobberich, heute Nettetal) ist ein deutscher Historiker, Jurist, Politiker (CDU) und seit dem 29. Juni 2022 Finanzminister des Landes Nordrhein-Westfalen. Seit 2012 ist er Mitglied des Landtages von Nordrhein-Westfalen für den Landtagswahlkreis Viersen II.

## Leben
Marcus Optendrenk wuchs im Kreis Viersen auf und besuchte dort die Katholische Grundschule Lobberich und anschließend das Humanistische Gymnasium in Viersen. Nach Abitur und Grundwehrdienst studierte er von 1989 bis 1994 Jura und Geschichte in Trier und Maastricht.
Marcus Optendrenk ist verheiratet und hat einen Sohn. Die Staatssekretärin Sonja Optendrenk (CDU) ist seine Schwester.

## Studium und Beruf
Nach seinem Referendariat in Düsseldorf und Duisburg legte er 1999 das zweite juristische Staatsexamen ab. 2006 wurde er an der Universität Trier mit der Dissertation „Nos sculteti, scabini et universitas civium in Traiecto“: Verfassung und Herrschaftsgefüge der Stadt Maastricht im 13. Jahrhundert zum Dr. phil. promoviert. Nach dem Abschluss seines Studiums arbeitete er als Referent der CDU-Landtagsfraktion und beschäftigte sich zunächst mit den Themen Verkehr, Städtebau und Wohnungswesen, danach mit der Haushalts- und Finanzpolitik des Landes. Von 2005 bis 2010 (Kabinett Rüttgers, schwarz-gelbe Koalition) war er Büroleiter von Finanzminister Helmut Linssen. Er arbeitete von 2010 bis 2012 als Gruppenleiter in der Haushaltsabteilung des Finanzministeriums NRW und zog nach der Landtagswahl am 13. Mai 2012 erstmals in den Landtag des Landes Nordrhein-Westfalen ein (siehe nächster Abschnitt).

## Politischer Werdegang
Marcus Optendrenk trat am 1. Oktober 1989 in die CDU ein und engagierte sich zunächst auf kommunalpolitischer Ebene. Von 1991 bis 1995 war er Stadtverbandsvorsitzender der Jungen Union Nettetal. Von 1995 bis 1999 war er Vorsitzender der Jungen Union im Kreis Viersen. Von 1998 bis 2004 war er zudem der stellvertretende Landesvorsitzende der Jungen Union NRW. Bei der vorgezogenen Landtagswahl am 13. Mai 2012 wurde er erstmals in den Landtag Nordrhein-Westfalen gewählt: er erhielt im Landtagswahlkreis Viersen II die meisten Stimmen (38,6 %). Bei der Landtagswahl 2017 erhielt er 45,8 % der Erststimmen und bei der Landtagswahl am 15. Mai 2022 44,5 % der Erststimmen.

### Kommunalpolitisches Engagement
Optendrenk war 1994 stellvertretender Vorsitzender der CDU Nettetal und von 2017 bis 2021 ihr Vorsitzender.
Von 1999 bis 2022 war er Mitglied des Rates der Stadt Nettetal. Dieses Mandat gab er mit der Ernennung zum Minister der Finanzen ab.
Er wurde 2003 Vorsitzender der CDU Kreis Viersen. 2010 wurde er erstmals stellvertretender Vorsitzender des CDU-Bezirksverbandes Niederrhein.

### Landespolitisches Engagement
Nach seinem Einzug in den nordrhein-westfälischen Landtag wurde er Sprecher der CDU-Fraktion für Haushalt und Finanzen und war von Januar bis Juni 2017 auch Justiziar der CDU-Landtagsfraktion. Nach der Landtagswahl im Mai 2017 übernahm er den Vorsitz im Hauptausschuss des Landtages. Der Hauptausschuss des nordrhein-westfälischen Landtags ist zuständig für Bundes- und Bundesratsangelegenheiten, Fragen der Landesverfassung und für Staatsverträge. Der Tätigkeitsbereich umfasst darüber hinaus das Stiftungswesen, Angelegenheiten der Kirchen, Religions- und Weltanschauungsgemeinschaften, das Sonn- und Feiertagsrecht sowie Fragen des Abgeordnetenrechts und Fragen bezüglich der Bezüge und Versorgung der Mitglieder der Landesregierung. Bei den Haushaltsberatungen befasst sich der Hauptausschuss mit dem Etat des Landtags und des Ministerpräsidenten.
Optendrenk war auch Mitglied im Ausschuss für Europa und Internationales. Dort kümmerte er sich vor allem um die Beziehungen zum Nachbarland Niederlande, beispielsweise die grenzüberschreitende Zusammenarbeit bei Verkehrs- und Bildungsprojekten. Der Ausschuss thematisiert auch entwicklungspolitische Fragen und internationale Aspekte politischen Handelns. Unter anderem informiert er sich regelmäßig über die internationalen Partnerschaften Nordrhein-Westfalens und über konkrete Entwicklungsprojekte, etwa mit Ghana.
Die grenzüberschreitende Zusammenarbeit wird auch durch die interfraktionelle Parlamentariergruppe gefördert, dessen Vorsitz Optendrenk seit 2017 innehat. Die Parlamentariergruppe NRW-Benelux fördert und pflegt die guten und intensiven Beziehungen Nordrhein-Westfalens zu Belgien, den Niederlanden und Luxemburg. Ziel ist es, durch regelmäßigen Austausch mit der Kontaktgruppe NRW des Benelux-Parlaments sowie mit dem Generalsekretariat der Benelux-Union grenzübergreifende, parlamentarische Freundschaften zu vertiefen und die Benelux-Zusammenarbeit auszubauen, um Europas Chancen besser nutzen zu können.
Zu den aktuellen Themen der Parlamentariergruppe zählen unter anderem der grenzüberschreitende Einsatz von Polizisten und Rettungskräften, Beseitigung von Hemmnissen bei der Arbeitnehmerfreizügigkeit, die gegenseitige Anerkennung von Bildungsabschlüssen, eine engere Zusammenarbeit bei Justiz und Polizei, die Verbesserung der Sprachkompetenzen, Partnerschaften von Hochschulen in NRW mit Hochschulen in Belgien, den Niederlanden und Luxemburg sowie eine Intensivierung des grenzüberschreitenden öffentlichen Nahverkehrs. Ein weiteres wichtiges Thema ist der Eiserne Rhein und die bessere Bahn-Anbindung der niederländischen und belgischen Seehäfen an die Rheinschiene.
Von 2018 bis 2022 war Optendrenk Mitglied der Enquetekommission „Subsidiarität und Partizipation“.
Am 29. Juni 2022 wurde Optendrenk als Nachfolger von Lutz Lienenkämper zum Minister der Finanzen des Landes Nordrhein-Westfalen im Kabinett Wüst II ernannt, am 30. Juni zum bestellten Mitglied des Finanzausschusses des Bundesrates. Am 8. Juli des gleichen Jahres wurde er einstimmig zum Vorsitzenden des Finanzausschusses des Bundesrates gewählt. Für das Jahr 2023 wurde er am 1. Dezember 2022 zum Vorsitzenden der Finanzministerkonferenz gewählt.

### Politische Schwerpunkte

#### Grenzüberschreitende Zusammenarbeit in Europa
Die grenzüberschreitende Zusammenarbeit wird auch durch die interfraktionelle Parlamentariergruppe gefördert, deren Vorsitz Optendrenk seit 2017 innehat. Die Parlamentariergruppe NRW-Benelux fördert und pflegt die guten und intensiven Beziehungen Nordrhein-Westfalens zu Belgien, den Niederlanden und Luxemburg. Ziel ist es, durch regelmäßigen Austausch mit der Kontaktgruppe NRW des Benelux-Parlaments sowie mit dem Generalsekretariat der Benelux-Union grenzübergreifende, parlamentarische Freundschaften zu vertiefen und die Benelux-Zusammenarbeit auszubauen, um Europas Chancen besser nutzen zu können.
Zu den aktuellen Themen der Parlamentariergruppe zählen unter anderem der grenzüberschreitende Einsatz von Polizisten und Rettungskräften, Beseitigung von Hemmnissen bei der Arbeitnehmerfreizügigkeit, die gegenseitige Anerkennung von Bildungsabschlüssen, eine engere Zusammenarbeit bei Justiz und Polizei, die Verbesserung der Sprachkompetenzen, Partnerschaften von Hochschulen in NRW mit Hochschulen in Belgien, den Niederlanden und Luxemburg sowie eine Intensivierung des grenzüberschreitenden öffentlichen Nahverkehrs. Ein weiteres wichtiges Thema ist der Eiserne Rhein und die bessere Bahn-Anbindung der niederländischen und belgischen Seehäfen an die Rheinschiene.
Auch auf europäischer Ebene ist Optendrenk aktiv. Als stellvertretendes Mitglied des europäischen Ausschusses der Regionen setzt er sich auch über NRW hinaus für ein starkes Europa ein.

#### Stärkung der Demokratie
Als Mitglied der 2022 abgeschlossenen Enquetekommission „Subsidiarität und Partizipation“ und als Vorsitzender des Hauptausschusses setzte Optendrenk sich für eine Stärkung der (parlamentarischen) Demokratie im föderalen System aus nordrhein-westfälischer Perspektive ein. Zur Stärkung der Themen der Enquetekommission wurden insbesondere die Stärkung des kommunalpolitischen Ehrenamtes und der politischen Partizipation der Bürger, die Förderung eines Bewusstseins für demokratische Tugenden, die Etablierung einer landespolitischen Debattenkultur und die Steigerung der politischen Relevanz der Landesparlamente behandelt. Außerdem ging es um die Frage, wie das „Subsidiaritätsprinzip als Ordnungsstruktur der politischen Ebenen von Europäischer Union, Bund, Ländern und Kommunen“ besser zur Geltung gebracht werden kann.

#### Politische Bildung
Als Historiker und unter anderem Mitglied im Kuratorium für die Gründung eines Hauses der Geschichte Nordrhein-Westfalen liegt einer der politischen Schwerpunkte Optendrenks in der Förderung der politischen Bildung. Zu den Aufgaben als Kuratoriumsmitglied gehört die Entwicklung eines Konzepts für ein „Haus der Geschichte Nordrhein-Westfalens“ als Verbindung von Forschungsinstitut und Museum. Zusammen mit wissenschaftlichen Experten, mit Museen, Instituten sowie wissenschaftlichen Lehrstühlen soll im Rahmen des Kuratoriums ein Konzept für die Begegnungsstätte entwickelt werden. Es ist das „gemeinsame Ziel von Landtag und Landesregierung, das Geschichtsbewusstsein der Bürgerinnen und Bürger, ihr Verständnis für das politische, das gesellschaftliche und kulturelle Leben in Nordrhein-Westfalen parteipolitisch neutral und zugleich auf der Höhe der wissenschaftlichen Forschung zu fördern“, heißt es in dem gemeinsamen Antrag der Fraktionen von CDU, SPD, FDP und Grünen („Geschichte des Landes Nordrhein-Westfalen für die Menschen greifbar und erlebbar machen“).
Optendrenk hat das politische Engagement junger Menschen gefördert. Von 2012 bis 2022 betreute er regelmäßig politikinteressierte Jugendliche beim Jugendlandtag NRW.

#### Finanzpolitik
Optendrenk befasste sich bereits als Referent der CDU-Fraktion, anschließend als Büroleiter des Finanzministers und folgend als Gruppenleiter im Finanzministerium mit Haushalts- und Finanzpolitik. Als finanzpolitischer Sprecher der CDU-Fraktion setzte er sich insbesondere für ein Einhalten der Schuldenbremse und einen ausgeglichenen Haushalt ein.

## Sonstiges Engagement
Außerhalb seines Landtagsmandates engagiert sich Marcus Optendrenk in folgenden Bereichen
- Als Aufsichtsratsvorsitzender der Baugesellschaft Nettetal setzte er sich für einen Weg in die Klimaneutralität ein. Im November 2022 schied er auf eigenen Wunsch aus dem Aufsichtsrat aus und legte damit auch seinen Vorsitz nieder.[21]
- Als Vorsitzender des Fördervereins Krickenbecker Seen e. V. unterstützt er aktiv den Naturschutz.[22]
- Zur Förderung des Sports und des Ehrenamtes im Kreis Viersen wirbt er für den Einsatz von Fördermitteln auf Landesebene und beteiligt sich aktiv an der Vereinsarbeit, wie beispielsweise als Vorsitzender des TV Lobberich.[23]
- Als Mitglied im Kuratorium für das Haus der Geschichte Nordrhein-Westfalen[24] fördert er die politische Bildung.
- Als Vorsitzender im Kuratorium der Adalbert-Stiftung Krefeld[25] unterstützt er das Stiftungsziel einen Beitrag zum geistig-kulturellen Zusammenwachsen ganz Europas zu leisten.
- Als Mitglied im Kuratorium der Deutsch-Niederländischen Gesellschaft zu Aachen e. V.[26] fördert und festigt er die deutsch-niederländischen Beziehungen im Grenzgebiet der Euregio Maas-Rhein.
- Als Kuratoriumsmitglied von „Aktion Deutschland Hilft“[27] unterstützt er das Bündnis renommierter deutscher Hilfsorganisationen.
- Als Mitglied im Beirat von Action Medeor, Tönisvorst[28] unterstützt er das Engagement für die Gesundheit von Menschen weltweit.